# Плоская (приток Алея)
Плоская — река в Алтайском крае России. Устье реки находится в 777 км по левому берегу реки Алей. Длина реки составляет 31 км.

## Данные водного реестра
По данным государственного водного реестра России:
- Бассейновый округ — Верхнеобский
- Речной бассейн — (Верхняя) Обь до впадения Иртыша
- Речной подбассейн — Обь до впадения Чулыма (без Томи)
- Водохозяйственный участок — Верховья реки Алей до Гилёвского гидроузла.
- Код водного объекта в государственном водном реестре — 13010200112115200000141[2].